# Wind and sea
「wind and sea」（ウィンド・アンド・シー）は、miida and The Departmentの1作目の配信限定シングル。

## 解説
- miida and The Department初の音源作品。また、初の配信限定シングル作品。

## 収録曲
1. wind and sea